# Open Your Heart (Europe-låt)
Open Your Heart är en powerballad av det svenska rockbandet Europe. Den spelades ursprungligen in 1984 då den blev en hit i radioprogrammet Poporama. En ny version spelades in 1988, vilket blev den kändaste versionen och en hit på Tracks samma år.
Det var via Open Your Heart som England, Nederländerna och USA fick upp ögonen för gruppen.

## Musiker
- Joey Tempest - sång
- John Norum - gitarr
- John Levén - elbas
- Tony Reno - trummor

## Nyversionen från 1988
"Open Your Heart", utgiven 1988, var Europes andra singel från albumet Out of This World. "Open Your Heart", skriven av Joey Tempest, var en av de låtar som skulle följa upp megasuccén "The Final Countdown" och Carrie från 1986. På baksidan av denna singel finns "Just the Beginning".
Ian Haugland sägs ha gått in i studion bakom trummorna i London och spelat naken, enbart på Open Your Heart.
Både Joey Tempest och den ökände producenten Ron Nevison ansåg att det fattades något på skivan. De blickade tillbaka på tidigare skrivet material och hittade "Open Your Heart" från 1984. Man hoppas då att få samma reaktioner som gruppen fick just 1984 i Sverige utomlands. Det är mycket som skiljer låtarna åt, både instrumentalt och textmässigt.
Största skillnaden är i andra versen:
1984: "Oh girl, before I fall... Maybe the sun will continue to shine, maybe the rain will continue to fall, maybe you want to leave me behind, maybe you'll change and give me a call."
1988: "Before we lose it all... Maybe the time has its own way of healing, maybe it dries the tears in your eyes, but never change the way that I'm feeling, only you can answer my cries."
Även en video spelades in. Denna gång regisserade Jean Pellerin och Doug Freel. Videon spelades in i London i England utanför gamla byggnader och en lagerlokal.
Idag är Open Your Heart tveklöst en av gruppens allra största hit. Låten är en av fansens favoriter och brukar nästan alltid spelas live. Antingen av hela bandet eller bara Joey Tempest på gitarr.

### Listplaceringar
| Lista (1988-1989) | Topplacering |
| ----------------- | ------------ |
| Belgien           | 31           |
| Nederländerna     | 42           |
| England           | 86           |

### Musiker
- Joey Tempest - sång
- Kee Marcello - gitarr
- John Levén - elbas
- Mic Michaeli - klaviatur
- Ian Haugland - trummor

### Webbkällor
- Europe fan page in Sweden
- Europe Charts